# フジテレビ抗議デモ

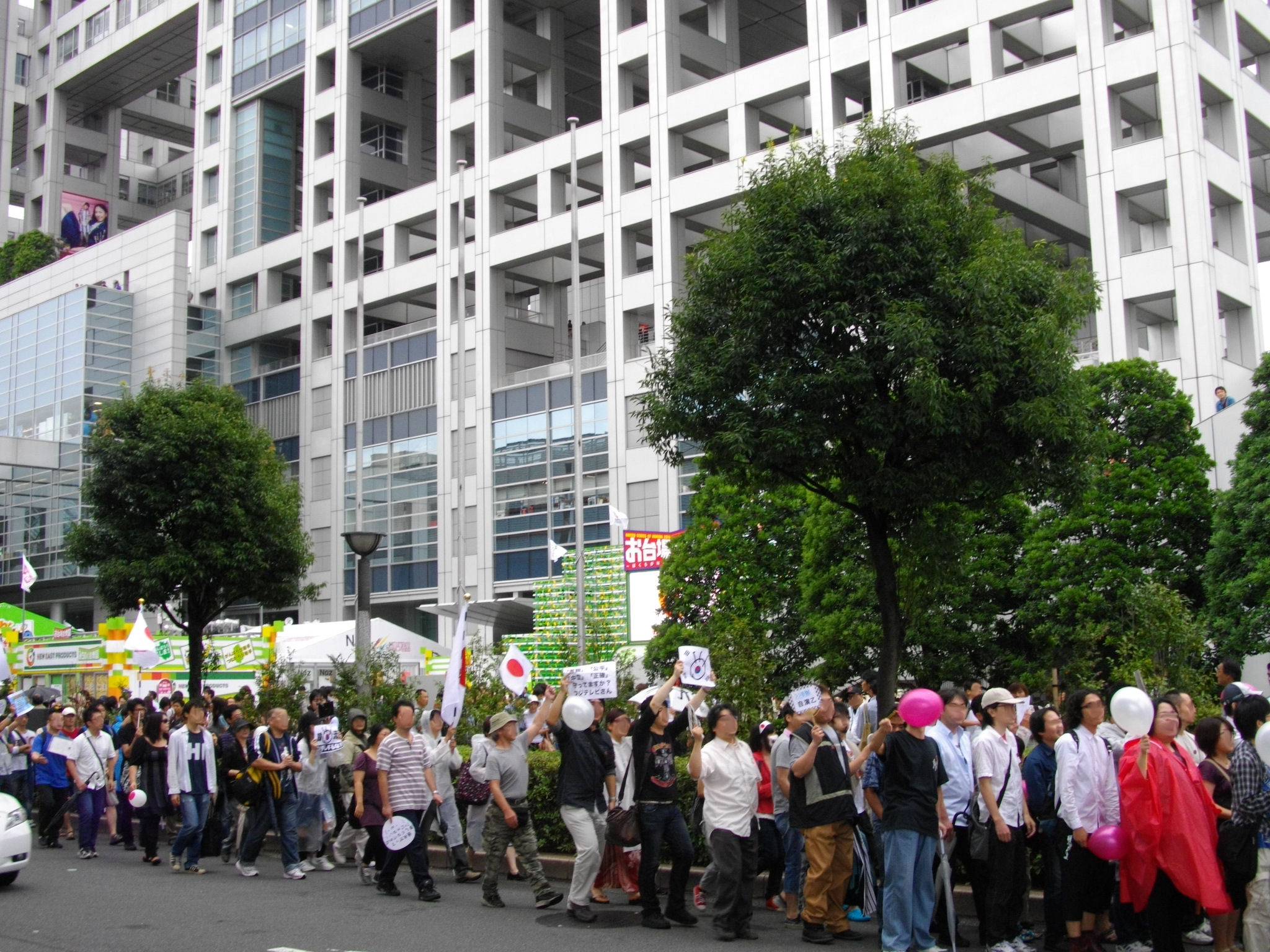
2011年（平成23年）8月21日に行われたデモ

フジテレビ抗議デモ（フジテレビこうぎデモ）は、2011年（平成23年）8月以降に発生したフジテレビジョンの番組編成や演出に対する抗議活動。主にインターネット上の呼びかけから始まり、数万人規模の大規模なデモとなった。2025年（令和7年）2月2日に行なわれた同様な出来事についても本稿で述べる。

## 概要
デモのきっかけになった事件はいくつかある。
2011年（平成23年）7月、俳優の高岡蒼甫（現・高岡蒼佑）がフジテレビの番組編成が韓国に傾斜しているとTwitter上（現・X）で批判し、その後、高岡が所属事務所を退職に追い込まれたことをきっかけとして、ネット上で従来からフジテレビに疑問を抱いていた層から批判が噴出し反発を招き、翌8月にデモ主催団体が、「『反韓流・反韓デモ』ではなく、フジテレビの偏向放送に対する抗議」「フジテレビはニュースなど複数の番組を通じK-POPに対し過度に時間を割いており、韓流人気を誇張している」という主張を掲げ抗議デモを行う事態に発展した。
またJ-CASTニュースによると、一部ではスポンサーへの電凸（電話抗議）や不買運動を呼び掛けるものもいたが、それに対してそのきっかけとなった高岡は、「不買運動は勧めない」と批判した。さらに「脅したりすることは自分は肯定しないです。全うに意見があるなら各々の要望を提出したらいいのでは？」「何かを脅すとか圧力をかけるとかだと何処かとやってることも変わらないし相手もムキになるだけと思うので、各々が知識をつけ素直な気持ちから出る答えを導きだし反対だな賛成だなで行動出来たらと思うのです」と建設的な議論を呼びかけた。また「ただ、自分の思うがままに。皆で頑張りましょうね。自分もできる事から頑張ります。たくさん知識つけなきゃ」と語り、マイペースの取り組みを強調した。

## デモの回数や規模

### 2011年（平成23年）

#### 非公式デモ「散歩」（8月7日）
2011年（平成23年）8月7日に警察の許可が下りなかったためデモとしては行われなかったが、21日の本番に向けたミーティングあるいは散歩と称してフジテレビ本社のある東京都港区台場にて一連の韓国報道に対する抗議活動（事実上のデモ）が行われ、主催者発表によると約2500人、『週刊新潮』によると600人が、インターネット上での呼びかけによって参加した。また、この抗議活動はニコニコ生放送などで一般のユーザーらによって中継された。

#### 「8・21フジテレビ抗議デモ」
J-CASTニュースによると、このデモの主催者（8・21フジテレビ抗議デモ実行委員会）からフジテレビに対し抗議文の提出が試みられていたが、フジテレビ側は「抗議されるいわれはない」として受け取りを拒否していた。
8月21日、東京都公安委員会のデモ許可を得て、東京お台場フジテレビ本社周辺にて、午後1時半から大規模なデモ行進が行われ（前半）、続いて同じ場所で午後4時から保守系団体主催による同主張のデモが行われた（後半）
| 推定最大人数 | 報道機関、備考                                                             |
| ------------ | -------------------------------------------------------------------------- |
| 1500人       | 文化放送 (韓国)、SBS (韓国)                                                |
| 2000人       | YTN（韓国）                                                                |
| 3500人       | NEWSポストセブン（「警察発表」）                                           |
| 4000人       | スポーツ報知（「公式発表」）、スポニチ、週刊ポスト、メンズサイゾー         |
| 5000人       | 週刊文春、週刊新潮、PRESS TV（イラン）                                     |
| 5300人       | 朝日新聞（「警察集計」、2回あったデモの延べ人数）                          |
| 6000人       | 朝鮮日報（「公式発表」）、ガジェット通信（「公式発表」）、ジェイ・キャスト |
| 8000人       | 日経ビジネス、中央社即時新聞（台湾）                                       |
| 10000人      | Variety.com website（アメリカ）                                            |

デモ行進は、参加者らによってUstreamなどでネットで生中継された。また上記の通り、翌22日までに海外ではいくつかの媒体が取り扱った（ただし、韓国のニュースではデモ行進を右派と断定し、中国の春運の写真を取り上げるなどの誤認が目立った）。

#### 「9・17フジテレビ抗議デモ」
9月17日にもフジテレビ本社前でデモが13時から行われ、主催者（9.17フジテレビ抗議デモ実行委員会）発表によると約1600人が集まり、ニコニコ生放送の中継は約12万人が視聴した。

#### 「10・15フジテレビ抗議デモ」
10月15日には銀座でフジテレビ抗議デモが行われ、主催者発表では約550人（500人は超えた）が集まった。デモは韓流偏向放送批判に加えて、フジテレビが2011年（平成23年）10月23日から放送するドラマ「僕とスターの99日」の主役に韓国人女優キム・テヒを起用したことにも反発して行われた。

### 2012年（平成24年）

#### 「2012・3・25フジテレビ抗議デモ」
2012年（平成24年）3月25日には初めて東京都台東区浅草でデモ活動が実施され、主催者発表によると出発時点では約250人が集まり最終的には約400人まで膨れ上がった。運営代表によると年配の人にもフジテレビの偏向報道に気づいてもらうために浅草を選んだとのこと。

## 影響

### 他の企業への影響
抗議の対象は電通、朝日新聞社、日本テレビ、などに拡大した。
キム・テヒをCMに起用したロート製薬では、キムが過去に竹島に関して韓国政府から委嘱され「独島守護天使」として「独島は韓国の領土」などの主張を行っていた事に批判が高まり抗議デモなどが行われたことを考慮して、2012年（平成24年）2月21日に東京で行う予定であったCM制作発表記者会見を不測の事態に備えて急遽中止することとなった。またこの事に関連してロート製薬強要事件が起き、在日特権を許さない市民の会の幹部が逮捕されている。

### 市民団体
2011年（平成23年）9月19日に頑張れ日本が実施したデモでは、デモ後にフジテレビが祝日（敬老の日）に掲揚していた日本国旗が「ボロボロ」で、これを「国辱」と見なして抗議し、交換を要求して小競り合いとなった。この混乱の中で強行的に国旗が降ろされ、頑張れ日本が用意した新品の国旗が掲揚された。その際に会員3人がフジテレビ社の国旗の一部を破ったとして1年後に書類送検された。

### その他
『現代用語の基礎知識』2012年（平成24年）版には「フジテレビ嫌韓デモ」という名称でこの活動が掲載された。
メンズサイゾーの「2011年テレビバラエティー10大ニュース」の一つにこのデモ活動が選ばれた。

## 評価
田村淳（ロンドンブーツ1号2号）は、「テレビ局に関心を持ち、問題点を指摘し声を上げている人は多い」と思っており、「あの声は利用したほうがよい」とコメントしている。
フジテレビでは、2011年（平成23年）11月12日放送の『新・週刊フジテレビ批評』で「“ネトウヨ心理”とテレビ」と題した特集を組み、メディアとネット世論の関係について取り上げた。コメンテーターの津田大介（ジャーナリスト）はフジテレビ抗議デモについて、あらゆるタイプの人々がネットに限らずリアルでも繋がり始めている事例であると分析した。また、ゲスト出演した濱野智史（批評家）は、いわゆる「ネット右翼」と呼ばれる層が行うメディア批判について「ある種の市民によるマスメディア監視と言えなくもない」と一定の評価をし、「『右翼だから別に聞かなくていいでしょう』と無視するようなレッテル貼りはそろそろ限界」と指摘する一方ネット右翼に対しても、マスコミに対してレッテルを貼ってばかりではいけないとも指摘した。津田大介は一方で、デモ参加者が日章旗を掲げていたことを挙げて排外主義に基づいているとも説明している。
フジテレビで放送されたなかよしテレビの予告CM内でマツコ・デラックスが「K-POPはアメリカのパクリ」「（日本が）嫌だったら出ていけ!!」などと発言しており、これに対してフジテレビの韓流との決別だとする意見がある一方で単なるフジテレビ側の批判を回避する策略ではないかと疑う声もあり、様々な憶測が飛び交っている。
2013年（平成25年）6月27日開催の親会社フジ・メディア・ホールディングスの株主総会では、ネットでのフジテレビ韓流押し批判が結果的に企業価値を落としているのではないかとの株主の質疑に対し、韓流ドラマやK-POPもニーズがあるから放送してきており、数字の低下は金属疲労のようなもので韓流とは関係ないと副社長が応答している。
2014年（平成26年）6月27日開催の親会社フジ・メディア・ホールディングスの株主総会では「数千人規模のデモを数回かけられるに至っている」「スポンサーの花王に対しても同様のデモが複数回行われている」「特定の国に偏った放送を行えば、再びデモ等を招来し、当社グループの信用・名声を地に落とすことになりかねない」として株主提案がなされた
2014年（平成26年）10月22日、元フジテレビ社員のフリーアナウンサー長谷川豊は、デモに集まった大半はいわゆる「ネットの住民」で、騒動が拡大した原因を、ネットの住民を「あぁ社会不適合者ね」「ニート」と見下してるテレビ局員の体質にあったと分析しており、一連の抗議デモには、実際にフジテレビ社員も身分を隠して混じって参加して、デモが終わると社内に戻って「案の定、キチガイばっかだったよ」と笑い飛ばしていたという話を明かした。また、その後事態が花王に対するデモへとその攻撃対象が移っていったことや、（視聴率3冠を誇っていた）フジテレビが2014年現在視聴率3位とテレビ朝日にも勝てず苦しんでることを述べ、「ネットの声が大メディアに勝利した歴史的な事態」だと評した。
まいじつによると、抗議デモ以降はフジテレビの視聴率が低迷し、視聴率3冠は日本テレビに奪われ、2013年には週間視聴率でTBSに抜かれて4位に転落したと解説し、抗議デモに対する「対応の誤りが取り返しのつかない痛手に」なったと評した。また、2024年（令和6年）4月1日にビデオリサーチから公式発表された同年1月クールの世帯平均視聴率（関東地区）でゴールデンタイム帯において、平均視聴率がテレビ東京に抜かれ、開局以来初の最下位となったことが判明した。過去にも1日単位や週単位での平均視聴率において、民放最下位にランクインしたことはあるが、1クール単位では開局以来初めてとなった。

## 2025年の場合
- 2025年（令和7年）2月2日にも抗議デモが行なわれているが、これは一連の問題に抗議するもので「フジテレビを国民の手で解体しよう」と団体が行なったものであった。そのほか同月11日、日枝久の自宅の塀に「フジは停波しろ！オールド」と黄色のスプレー塗料で南側と西側の塀2カ所落書きされる事態も発生した。

## 関連文献
- 古谷ツネヒラ『フジテレビデモに行ってみた！ 大手マスコミが一切報道できなかったネトデモの全記録』青林堂、2012年1月18日。ISBN 978-4-7926-0443-1。
- 古谷ツネヒラ『韓流、テレビ、ステマした 韓流ゴリ押しの真犯人はコイツだ！』青林堂、2012年6月8日。ISBN 978-4-7926-0450-9。
- 『これでわかる！裏マーケティングのすべて 【もう絶対ダマされない!!】AKB48から韓流まで全ステマ解剖!!』晋遊舎〈晋遊舎ムック〉、2012年5月25日。ISBN 978-4-86391-539-8。 - 第2章に「02 テレビメディアとマーケティング◆韓流コンテンツがテレビに溢れる理由」収録。
- 『嫌「韓」第二幕！作られた韓流ブーム なぜ僕たちはデモに向かうのか？その深層を探る！』別冊宝島編集部編、宝島社〈別冊宝島 nonfiction〉、2011年12月5日。ISBN 978-4-7966-8803-1。
- 『利権マスコミの真実 「報道しない自由」を作ってきたのは誰だ』オークラ出版〈OAK MOOK 405〉、2011年11月29日。ISBN 978-4-7755-1772-7。
  - 「メディアの黄昏」, p.1
  - 曙機関「フジテレビ抗議デモこそ、日本のジャスミン革命である」, pp.97 ff
  - 山際澄夫「既存メディア崩壊の序曲　「花王デモ」はテレビの「終わり」の始まりか」, pp.102 ff
  - 水島総「新連載　メディア犯科帳　韓流に隠された危険と希望」, pp.136 ff
  - 元航空幕僚長　田母神俊雄×作曲家　すぎやまこういち「タモーレの泉 第3回 大丈夫。日本は目覚め始めている!」, pp.140 ff
- 安田浩一「「フジテレビ抗議デモ」の真相」『ネットと愛国――在特会の「闇」を追いかけて』講談社〈g2 book〉、2012年4月17日、303-313頁。ISBN 978-4-06-217112-0。